# بارگیری (فیلم)
«بارگیری» (انگلیسی: Downloaded (film)) فیلمی در ژانر مستند به کارگردانی الکس وینتر است که در سال ۲۰۱۳ منتشر شد.
VH1 برای توزیع گسترده فیلم با AOL شریک شد و در اواخر سال 2014 به عنوان یک ویژگی VH1 Rock Docs پخش شد.